# 利港中心
利港中心（英語：Port Centre）位於香港香港島南區香港仔成都道38號，是由新鴻基地產發展的商業及住宅項目，於1989年落成。

## 商場
商場名為利港商場，樓高3層，並設地庫，佔地65,865平方呎。商場現有逾40間商戶，以潮流服飾為主。商場於1996年及2006年進行翻新，包括重鋪地台及牆身。2006年的翻新曾打算翻新外牆，加裝LED電視及廣告板等，但最終計劃擱置。

### 食肆
- sushiro 壽司郎
- Mos Burger摩斯漢堡
- 譚仔雲南米線
- KFC肯德基
- Pizza Hut
- PHD專賣店

### 食品
- 美心西餅
- 尚品
- 零食
- 奇華餅家
- 一哥花膠

### 零售
- 皇鑽世家珠寶鐘錶金行
- 惠康
- 萬寧
- 莎莎
- TM sqio
- 草姬
- 星晴
- Mabelle鑽石首飾
- 馬拉松
- 眼鏡88
- Minoshe
- footsPot wonmen shoes shop
- Gitti wonmen fashion shop
- Dr.kong
- 彩豐
- 美康 Meka 專門店
- 數碼通
- YVES rocher美容

### 娛樂
- EFX24 fitness(24 Hours)

### 己結業及搬遷

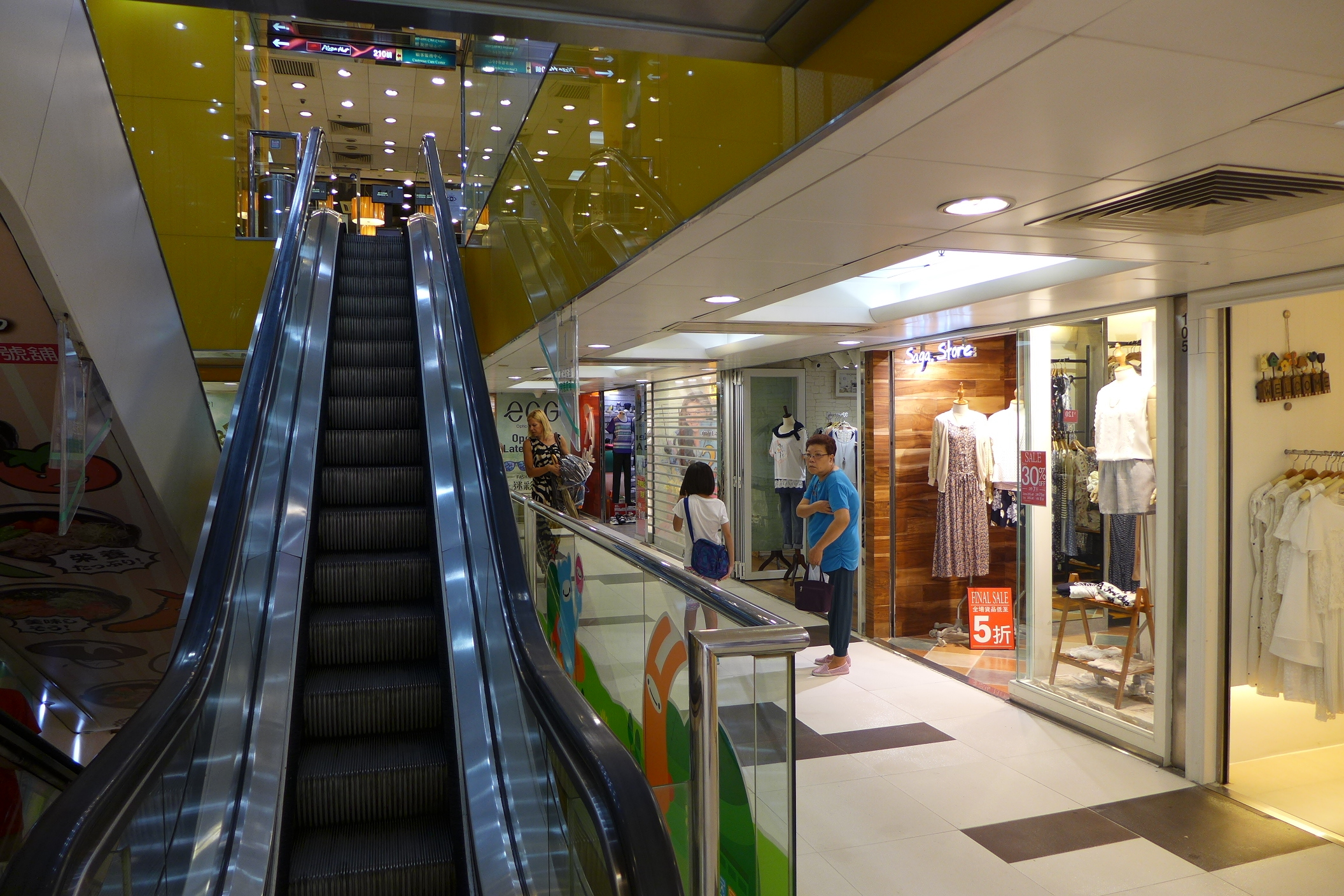
利港商場1樓（2015年）
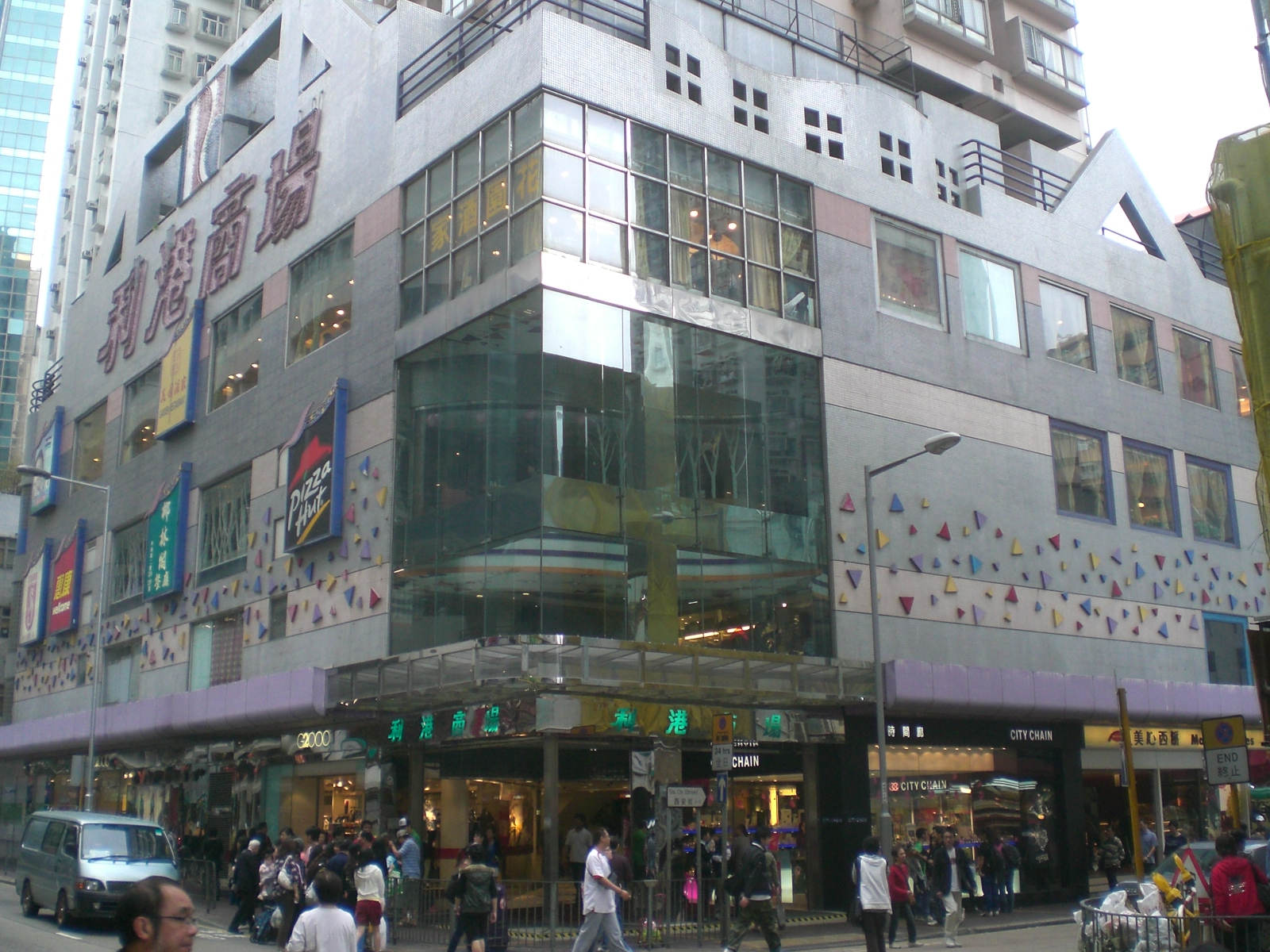
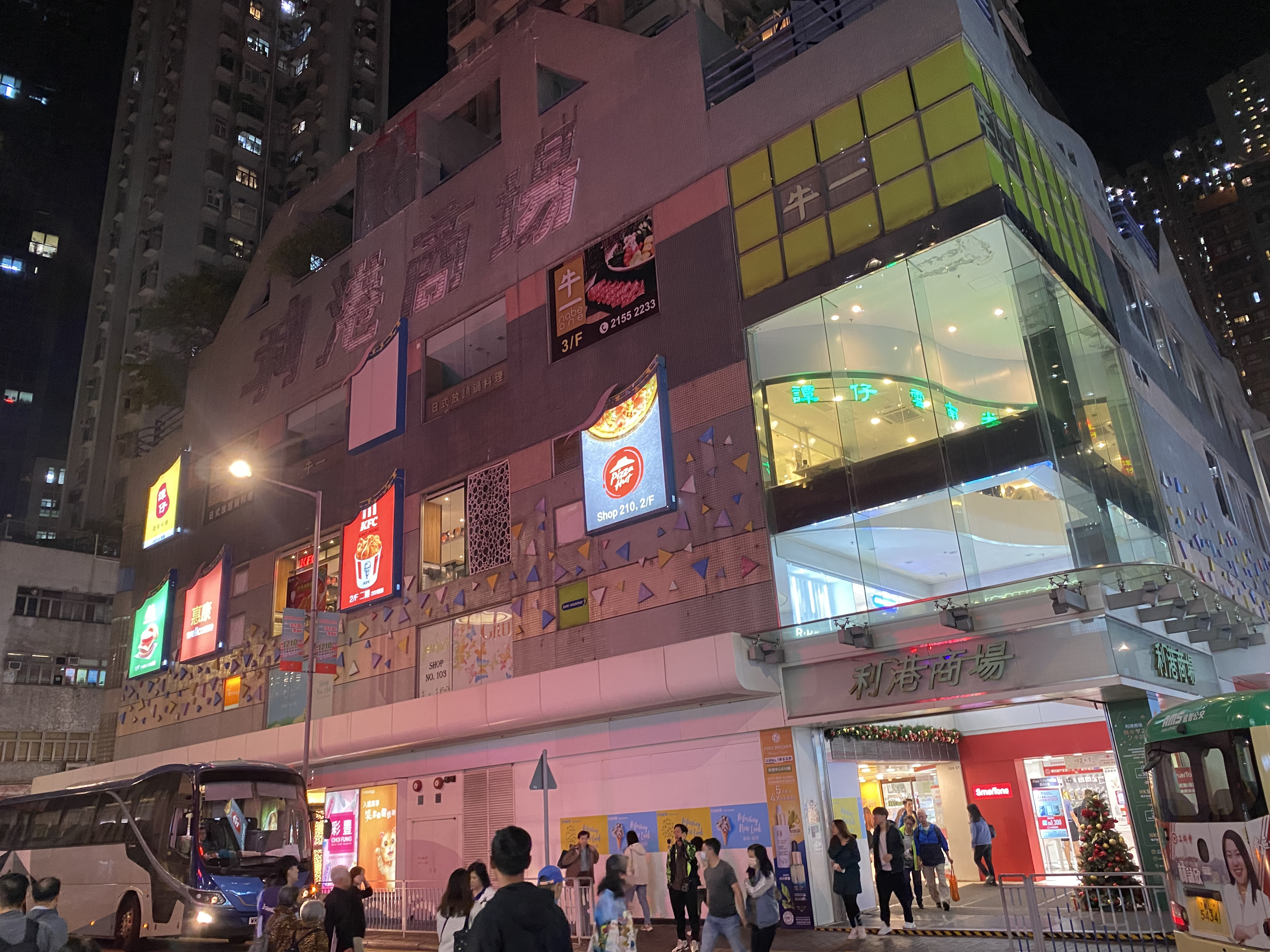
利港商場（2023年）

- 零食物語
- 紅蜻蜓
- 椰林閣
- 甘味讚岐手打烏冬
- 元綠壽司
- 丸龜製麵
- 手作之雪糕店
- 花園酒家
- 稻香超級漁港
- 膳坊餐廳
- 牛一日式火鍋放題料理專門店
- 星泰真味
- 和順堂中醫診所
- 時間廊
- 華潤堂
- 海馬牌
- 雅芳婷
- 戲院
- G2000
- Columbia

- 利港商場1樓（2015年）
- 利港商場（2023年）

## 住宅
利港中心為是單幢式住宅大廈，樓高26層。

## 歷史
利港中心前身為已停辦的務實英文書院，當時門牌號為西安街6至11號。在重建成利港中心後，門牌號改為成都道38號。

## 鄰近地點
- 香港仔市政大廈
- 香港仔中心
- 添喜大廈

## 外部連結
- 利港商場 （页面存档备份，存于）

1. ↑  .   [2015年8月19日]. （原始内容存档于2016年3月4日）.